# Toga (Castellón)
Toga ist eine Gemeinde (Municipio) mit 108 Einwohnern (Stand: 2024) in der Provinz Castellón in der spanischen autonomomen Region Valencia. 

## Geographie
Toga liegt etwa 25 Kilometer westnordwestlich der Provinzhauptstadt Castellón de la Plana und etwa 75 Kilometer nördlich von Valencia im Bezirk Alto Mijares in einer Höhe von ca. 290 m am Río Mijares. 

## Sehenswürdigkeiten

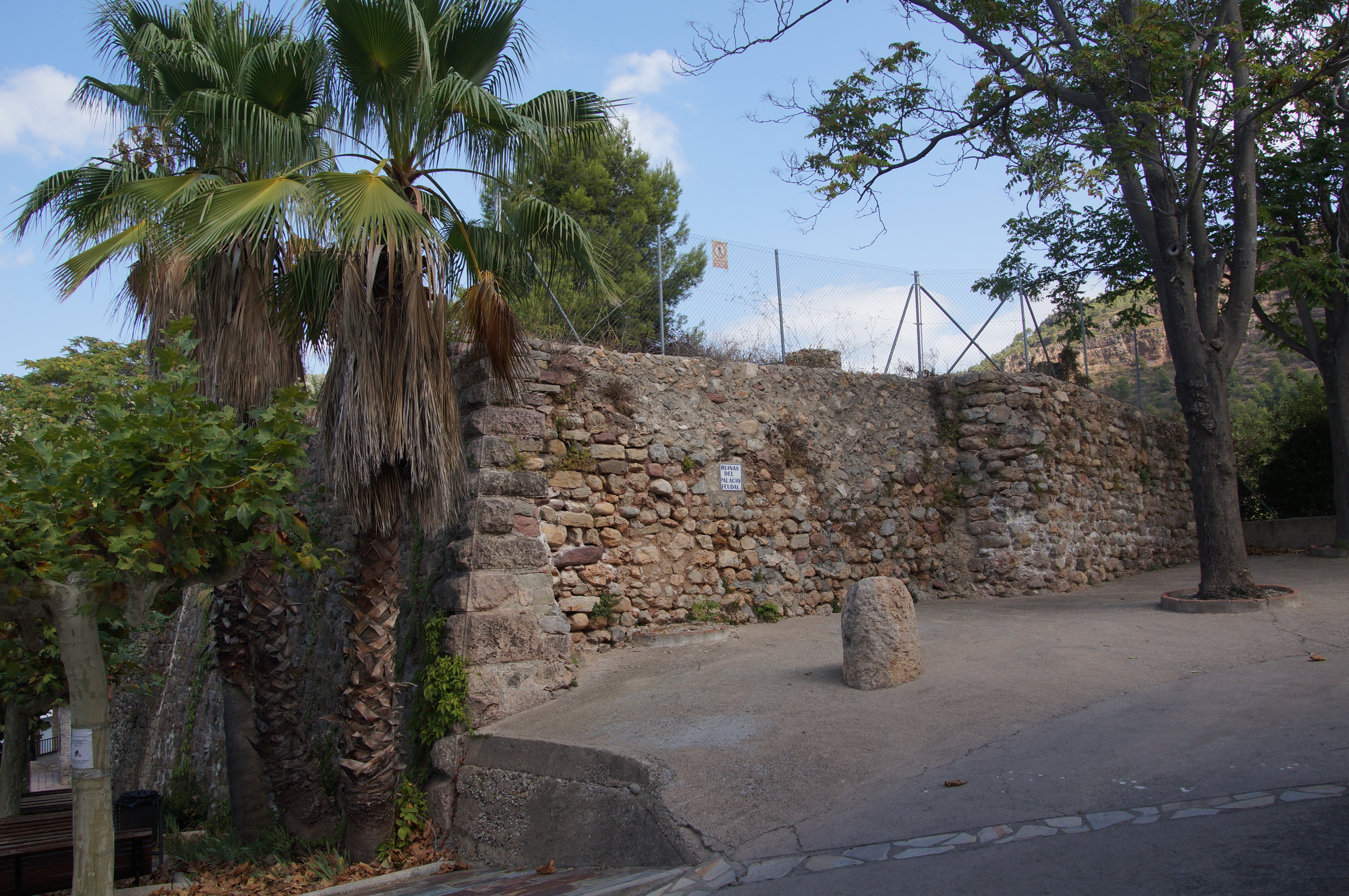
Burgruine von Toga
- Burgruine von Ganalur
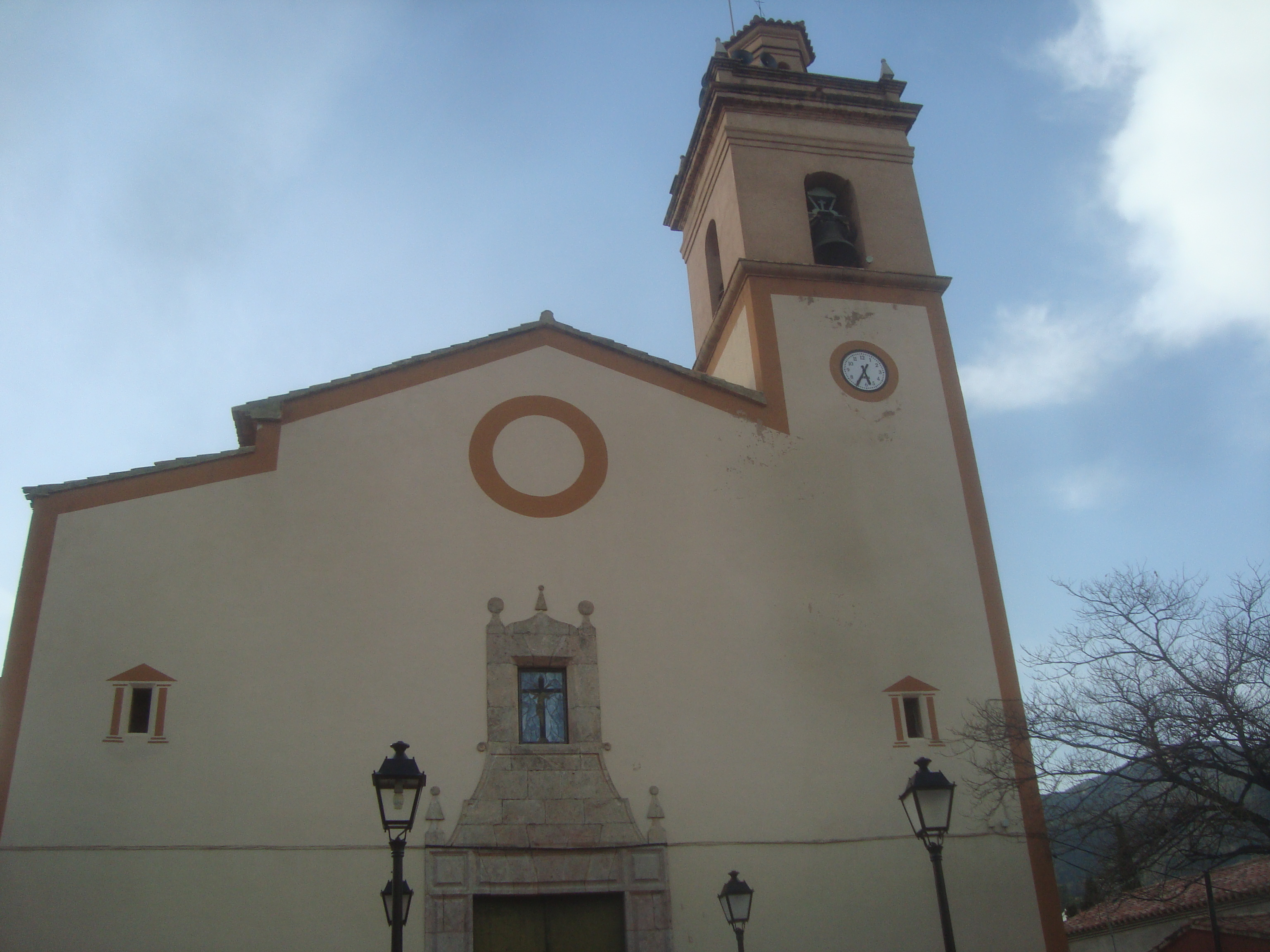
Kirche der Unbefleckten Empfängnis
- Dreifaltigkeitskirche
- Barbarakapelle
- Rathaus

- Burgruine von Toga
- Kirche der Unbefleckten Empfängnis